# 下揚斯克
下扬斯克（羅馬化：Nizhneyansk）是俄罗斯萨哈共和国乌斯季扬斯克区的市级镇。该地位于亚纳河三角洲附近，在区行政中心杰普塔茨基西北方。
历年人口普查中，该地1979年有人口2164人，1989年人口2502人，2002年人口701人，2010年人口391人，2021年人口212人。